# 宗教民族主义
宗教民族主义（英語：Religious nationalism）是一个政治术语，由多种不同的解释。例如，美国历史学家卡尔顿·J·H·海斯在其著作《民族主义：一种宗教》中，将民族主义本身视为一种宗教。或者，将其理解为民族主义与某一特定宗教信仰、教义、意识形态或隶属关系之间的联系；该联系可以分为两个方面：宗教的政治化和宗教对政治的影响。